# Crossopalpus smithi
Crossopalpus smithi är en tvåvingeart som beskrevs av Nikolai Vasilevich Kovalev 1975. Crossopalpus smithi ingår i släktet Crossopalpus och familjen puckeldansflugor. Inga underarter finns listade i Catalogue of Life.